# 개야도초등학교
개야도초등학교는 대한민국 전북특별자치도 군산시에 있었던 공립 초등학교였다.

## 학교 연혁
- 1941. 04. 01 문창초등학교 개야도분교장 인가(2년제)
- 1946. 04. 01 개야도국민학교 인가(6년제)
- 1996. 03. 01 개야도초등학교로 명칭 변경
- 1998. 10. 10 동관 과학실 2실 개축
- 2005. 07. 20 과학실 현대화 사업 완료
- 2009. 02. 20 관사 신축 및 급식실 증축
- 2014. 02. 14 제68회 졸업식(졸업생 누계 1,381명)
- 2014. 03. 01 2학급 편성(5명)
- 2014. 09. 01 제30대 임기대 교장 부임
- 2015. 03. 01 3학급 편성(7명)
- 2015. 09. 01 제31대 김영미 교장 부임
- 2025. 02. 28 84년만에 폐교[1]